# Liste der Monuments historiques in Thollet
Die Liste der Monuments historiques in Thollet führt die Monuments historiques in der französischen Gemeinde Thollet auf.

## Liste der Bauwerke
| Bezeichnung       | Beschreibung                  | Standort | Kennzeichnung | Schutzstatus | Datum | Bild |
| ----------------- | ----------------------------- | -------- | ------------- | ------------ | ----- | ---- |
| Kirche Notre-Dame | Erbaut im 12./13. Jahrhundert | (Lage)   | PA00125700    | Inscrit      | 1993  |      |